# Rhamnophis
Rhamnophis is een geslacht van slangen uit de familie toornslangachtigen (Colubridae) en de onderfamilie Colubrinae. 

## Naam en indeling
De wetenschappelijke naam van de groep werd voor het eerst voorgesteld door Albert Gotthilf Günther in 1862. De soorten behoorden eerder tot andere geslachten, zoals Crypsidomus en Thrasops.

### Soorten
Het geslacht omvat de volgende soorten, met de auteur en het verspreidingsgebied.
| Naam                   | Auteur          | Verspreidingsgebied |
| ---------------------- | --------------- | --- |
| Rhamnophis aethiopissa | Günther, 1862   | Congo-Kinshasa, Congo-Brazzaville, Centraal-Afrikaanse Republiek, Kenia, Oeganda, Senegal, Sierra Leone, Liberia, Ivoorkust, Guinee, Ghana, Togo, Nigeria, Gabon, Kameroen |
| Rhamnophis batesii     | Boulenger, 1908 | Kameroen, Equatoriaal-Guinea, Gabon, Congo-Kinshasa, Congo-Brazzaville, Centraal-Afrikaanse Republiek                                                                      |

## Verspreiding en habitat
De slangen komen voor in delen van Afrika, ten zuiden van de Sahara, en leven in de landen Congo-Kinshasa, Congo-Brazzaville, Centraal-Afrikaanse Republiek, Kenia, Oeganda, Senegal, Sierra Leone, Liberia, Ivoorkust, Guinee, Ghana, Togo, Nigeria, Gabon, Kameroen en Equatoriaal-Guinea.